# 默莱斯
默莱斯（法語：Melesse，法語發音：[məlɛs]）是法国伊勒-维莱讷省的一个市镇，位于该省中部略偏北，属于雷恩区。

## 地理
默莱斯（48°13'2"N, 1°41'46"W）面积32.39 平方千米，位于法国布列塔尼大區伊勒-维莱讷省，该省份为法国西北部沿海省份，位于布列塔尼半岛东部，北濒大西洋，西接阿摩尔滨海省和莫尔比昂省，南至大西洋卢瓦尔省，西南端接曼恩-卢瓦尔省，东临马耶讷省，东北与芒什省接壤。
与默莱斯接壤的市镇（或旧市镇、城区）包括：贝通、拉沙佩勒德富日雷、舍韦涅、拉梅济耶尔、蒙特勒伊勒加、伊勒河畔圣日耳曼、圣格雷瓜尔、伊勒河畔圣梅达尔。

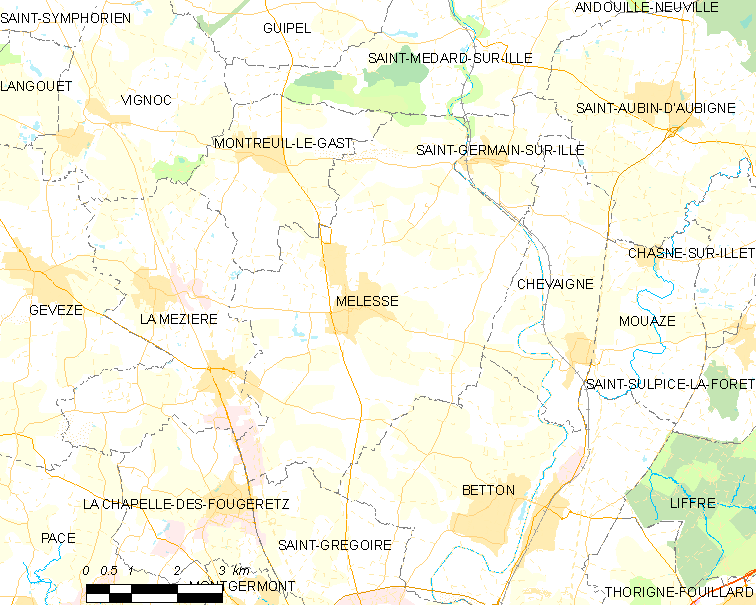
默莱斯的OSM定位图

默莱斯的时区为UTC+01:00、UTC+02:00（夏令时）。

## 行政
默莱斯的邮政编码为35520，INSEE市镇编码为35173。

## 政治
默莱斯所属的省级选区为默莱斯县。

## 人口

1962-2008年间默莱斯人口变化图示

默莱斯于2022年1月1日时的人口数量为7400人。